# Іоан (Дерев'янка)
Архієпископ Іоан (в миру Іван Павлович Дерев'янка; 6 липня 1937, Зіньків, Полтавська область) — архієрей УАПЦ в Діаспорі, архієпископ Лондонський і Західноєвропейський та Австралійський і Новозеландський.

## Біографія
У 1943 року родина прибула на роботу до Німеччини і проживала по закінченні війни у таборі для переміщених осіб у місті Корнберг аж до виїзду в 1947 p. до Бельгії. У селищі для шахтарів у східно-бельгійському Звартберґу Іван Дерев'янка навчався в українській народній школі, потім в бельгійській середній школі у м. Генк, а по її закінченні студіював математику на Лювенському університеті.
Після того працював службовцем. У 1966 році він одружився з Вірою Бачинською, донькою у 1972 році спочилого протопресвітера Івана Бачинського. 
З молодих років Іван Дерев'янка брав активну участь у парафіяльному житті.
До пастирської служби підготовлявся екстерним навчанням та практичним наставленням його тестя протопресвітера Івана Бачинського.
20 липня 1980 року в Ландсгуті був висвячений в диякони Архиєпископом Орестом (Іванюком), 
19 вересня 1982 року у священика Архієпископом Анатолієм (Дублянським) у м. Ґенк і обслуговував українські громади в Бельгії.
Після упокоєння дружини 26 вересня 1989 року прийняв монаший постриг з рук Митрополита УПЦ в США Мстислава (Скрипника) з ім'ям Іоан у Митрополичому осідку Саут-Баунд-Брук, штат Нью Джерсі, а наступного дня був піднесений до сану архімандрита.
27 жовтня 1991 року в Лондоні був висвячений на єпископа ієрархами УПЦ в США, Митрополитом Мстиславом, Архиєпископом Константином та Єпископом Антонієм, і був призначений на кафедру м. Лондон, Велика Британія.
На Соборі Української Автокефальної Православної Церкви в діаспорі у вересні 1999 року в м. Ґенк єпископ Іоан був обраний наступником у 1997 році в Новому Ульмі спочилого Митрополита Анатолія, керуючого єпископа Західноєвропейської єпархії, і піднесений до сану архієпископа.
З лютого місяця 2000 року владика Іоан є також керуючим єпископом Австралійської і Новозеландської Єпархії.